# Skialpinizm

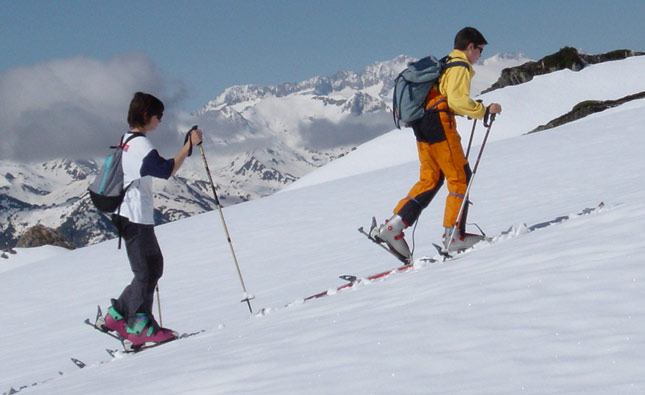
Podchodzenie z założonymi nartami

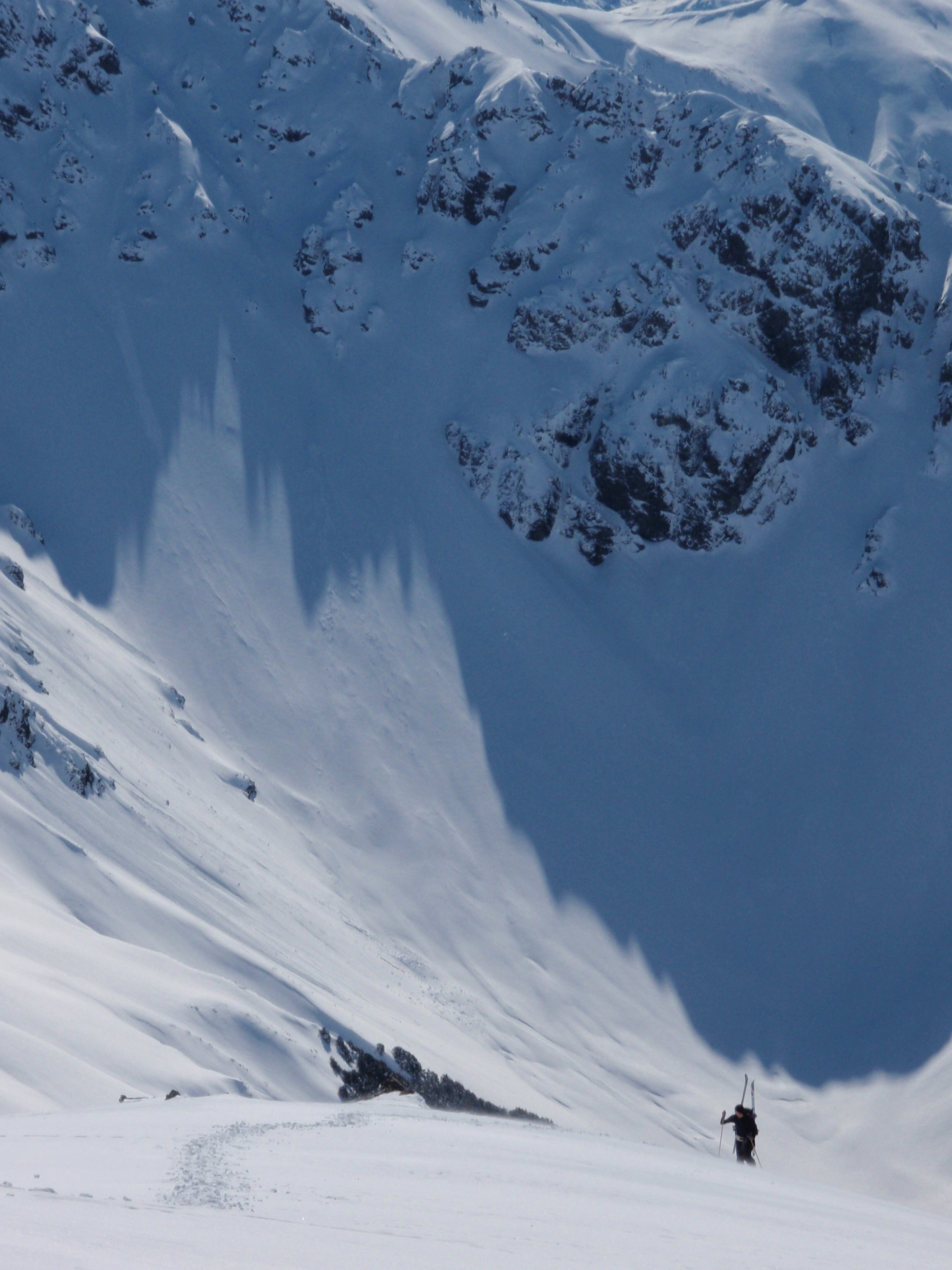
Podchodzenie z niesionymi nartami

Skialpinizm, narciarstwo wysokogórskie – rodzaj sportu narciarskiego, w którym zawodnicy podchodzą i zjeżdżają na nartach oraz nierzadko używają umiejętności i sprzętu alpinistycznego podczas ścigania się w terenie górskim. Wyróżnia się także dyscyplinę sprinterską, w której zawodnicy ścigają się po krótkiej specjalnie przygotowanej sztucznej trasie, zawierającej zazwyczaj kilka podbiegów, odcinków specjalnych w rakach i nartami na plecach oraz zjazdów.
Skialpinizm niezawodniczy polega natomiast na wykorzystaniu umiejętności i sprzętu w celu dokonania zjazdu terenowego często o bardzo dużym nachyleniu, w sporej ekspozycji i wielu zagrożeniach obiektywnych.
Narciarstwo wysokogórskie można również uprawiać rekreacyjnie w niższych górach lub na stokach narciarskich tzw. skitouring.

## Umiejętności
Nie mniej ważnym aspektem tej działalności obok właściwego sprzętu i umiejętności jego wykorzystania jest posiadanie ogólnej wiedzy i doświadczenia górskiego, poruszania się w terenie zagrożonym lawinami oraz oceny ryzyka lawinowego, autoratownictwa, umiejętności orientacyjnych, doskonała znajomość techniki zjazdu narciarskiego, odporność psychiczna i ogólna dojrzałość.

## Technika
Po osiągnięciu punktu, z którego możliwy jest zjazd (grań, szczyt, przełęcz), następuje przejście do zjazdu, zwykle bardzo stromym terenem, często połączonego z zeskokami z formacji takich jak progi, bule itp. Zjazd zwykle prowadzony jest terenem typu wąwóz, rynna czy żleb, co sprawia, że możliwości sterowania czy trawersowania stromizny są znacząco ograniczone.
Sport ten uprawia się zwykle, kiedy śnieg jest dobrze związany, z uwagi na niebezpieczeństwo lawin. Drogi zjazdowe posiadają swoją wycenę, w Tatrach często używa się skalę trudności opracowaną przez Karola Życzkowskiego i Józefa Walę, stosowaną w przewodniku Narciarstwo Wysokogórskie w Polskich Tatrach Wysokich.

## Organizacje skialpinistyczne w Polsce
W latach osiemdziesiątych XX wieku rozwój skialpinizmu w Polsce związany był z działalnością sekcji narciarskich powołanych przy klubach wysokogórskich w kilku miastach Polski. W tych latach członkowie sekcji narciarskich klubów wysokogórskich startowali w zawodach skialpinistycznych w Alpach. Przenosząc doświadczenia alpejskie na grunt tatrzański, członkowie Sekcji Narciarskich KW Kraków i KW Warszawa zorganizowali w lutym 1989 w Dolinie Chochołowskiej I Memoriał Jana Strzeleckiego. Od tego czasu Memoriał Jana Strzeleckiego organizowany jest corocznie, najczęściej w Tatrach Polskich. Ostatnie kilkanaście edycji Memoriału organizował Marek Głogoczowski.
Pierwszym specjalistycznym klubem skialpinistycznym w Polsce jest Klub Skialpinistyczny "Kandahar" formalnie powstały jesienią 2001 roku z inicjatywy członków studenckich kół przewodnickich i klubów wysokogórskich ze Śląska. Z roku na rok liczba jego członków rośnie, zrzeszając miłośników narciarstwa wysokogórskiego z całej Polski. W roku 2010 był to najliczniejszy klub w Polsce, jego członkami jest znaczna część reprezentacji Polski w skialpinizmie. Klub corocznie organizuje zawody "Puchar Pilska", których baza znajduje się w schronisku na Hali Miziowej, pod Pilskiem, a od roku 2008 dodatkowo drugie zawody "Puchar Czantorii", rozgrywane pod wieczór, ostatnie zjazdy odbywają się w świetle czołówek.
Nazwa klubu wywodzi się od nazwy jednych z najstarszych rodzajów wiązań typu "kandahary".
W roku 2003 powstał w Zakopanem klub skialpinistyczny, Tatrzański Klub Narciarski Tatra Team. W 2009 roku zarejestrowano Stowarzyszenie Miłośników Narciarstwa Wysokogórskiego z siedzibą w Zakopanem. Pierwszym prezesem SMNW wybrano Tomasza Krzyżanowskiego. Głównymi celami SMNW jest m.in. wspieranie młodych polskich zawodników w tej dyscyplinie sportu oraz wszechstronne propagowanie narciarstwa wysokogórskiego jako jednej z form aktywności społecznej. Najpoważniejszymi zawodami organizowanymi na terenie Polski jest Memoriał im. Piotra Malinowskiego, którego piętnaście edycji rozegrano już w rejonie Hali Gąsienicowej (2012 r.) W 2011 r. zawody te uzyskały rangę finału Pucharu Świata, a wygrał je Włoch Damiano Lenzi. Największe sukcesy międzynarodowe na zawodach mistrzowskich są udziałem polskiej zawodniczki Anny Figury z Zakopanego. Na ME rozgrywanych w 2012 r. w Pelvoux (Francja) zdobyła srebrny (kategoria espoir) i brązowy medal w sprincie w kategorii seniorów. W 2013 r. również na MŚ w Pelvoux Anna Figura jako pierwsza Polka zdobyła mistrzostwo świata w sprincie kategorii espoir.